# Verbascum bohemicum
Verbascum bohemicum är en flenörtsväxtart som beskrevs av Karel Domin och Podpera. Verbascum bohemicum ingår i släktet kungsljus, och familjen flenörtsväxter. Inga underarter finns listade i Catalogue of Life.